# Лукин, Виктор Феоктистович
Виктор Феоктистович Лукин (род. 16 декабря 1955, Нижний Тагил, Свердловская область, РСФСР, СССР) — живописец и график, скульптор, фотограф, автор объектов и инсталляций.

## Биография
Окончил графический факультет Нижнетагильского государственного педагогического института (1973—1978).
Вскоре после переезда в Москву вступил в МОСХ СХ СССР (1987); с 1994 года — Московский Союз художников; член секции «арт-дизайн» Союза дизайнеров России (с 1995) и Творческого союза художников России по секции новейших течений (с 2008). С 2016 года Лукин является председателем подсекции «Книга художника» ТСХР.
С 2000 года художник занимается профильной преподавательской работой в вузах: доцент Национального Института Дизайна (2000—2007); с 2008 года профессор в Московском художественно-промышленном институте (МХПИ). С 2015 по настоящее время преподает в Колледже дизайна и декоративного искусства ФГБОУ ВО Московской художественно-промышленной академии им. С. Г. Строганова.
Куратор и постоянный участник ряда крупных групповых изданий в формате livre d’artiste в России: Город как субъективность художника, СПб, 2020 (куратор — Алексей Парыгин), ИЛИ@ЗДА, Мск. 2019 (кураторы — Василий Власов и Михаил Погарский); Поэзия неведомых слов (вариации в кириллице), Мск. 2019 (кураторы — Василий Власов и Михаил Погарский); Жёлтый звук, (к 85-летию Альфреда Шнитке) Мск. 2019 (кураторы — Василий Власов и Михаил Погарский); Русский Букварь, Мск. 2018 (кураторы — Виктор Лукин и Михаил Погарский); Книга на острие современного искусства, СПб-Мск. 2013 (кураторы — Виктор Лукин и Михаил Погарский).

## Музейные собрания

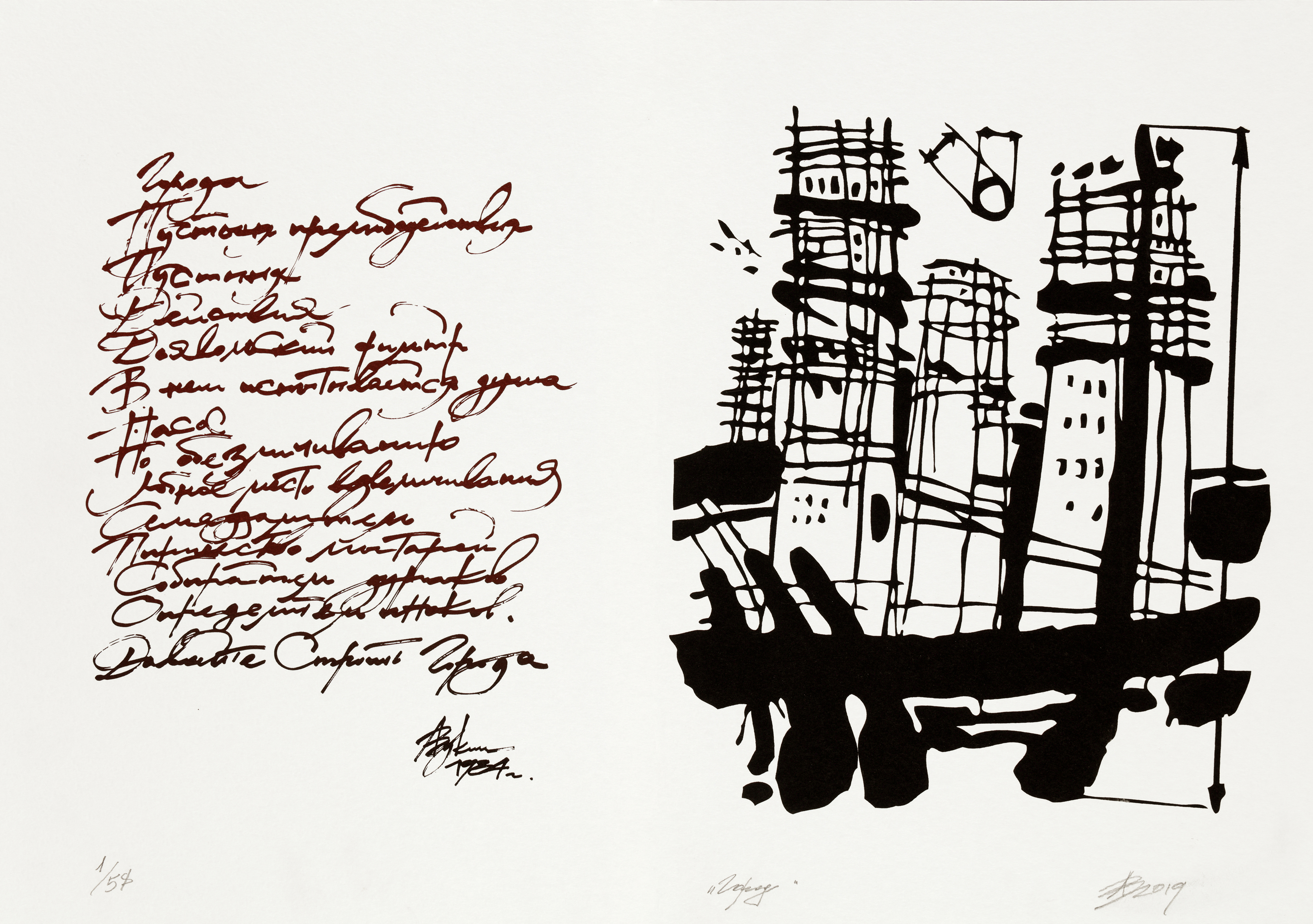
Город (для проекта Город как субъективность художника). 2019, 42 х 59,4 см, б., шелкография

- ГМИИ им. Пушкина. Сектор редких книг (Москва).
- Государственная Третьяковская галерея. (Москва).
- Эрмитаж. Научная библиотека, Сектор редких книг и рукописей. (Санкт-Петербург).
- Государственный Русский музей. (Санкт-Петербург).
- ГМЗ Царицыно. (Москва).
- ГЦСИ. (Москва).
- Государственный музей В. В. Маяковского. (Москва).
- Всероссийская государственная библиотека иностранной литературы имени М. И. Рудомино. (Москва).
- Российская государственная библиотека искусств. (Москва).
- Центр современного искусства М’АРС. (Москва).
- Ставропольский краевой музей изобразительных искусств (Ставрополь).

- Музей ван Аббе. LS (Альберт Лемменс & Серж Стоммелс) коллекция русской Книги художника Эйндховен (Нидерланды).

## Выставки (выборочно)
С 1979 года регулярный участник выставок в России и за рубежом. Куратор выставок: Вне галерей (1994); Живая скульптура, Мифологизация Натюрморта (1996); Книга художника-009 (2009); Ручная книга (2010); музей «Книга художника» (2011); Первая книга (2013); Реверс. Точка. Азия (2015); Русский букварь (2018); Берега (2019) и др.
Художник неоднократно принимал участие в выставочных проектах музеев России:
- Государственный Русский Музей. Санкт-Петербург: «Абстракция в России. XX век». 2001; «Небо в искусстве», 2010; «Движение, форма, танец», 2011; «Рельеф в России XVIII — начала XXI века из собрания Русского музея», 2013; «Бумажная скульптура», 2014; «Структуры», 2017.
- Государственная Третьяковская галерея. Москва: «Современные художники — Малевичу», 1991; «Национальные традиции и постмодернизм», 1993; «Абстракция в России», 2002; выставки из фондов ГТГ.
- Государственный музей изобразительных искусств имени А. С. Пушкина. Москва: «Вокруг рельефа», 2010.
- Московский музей современного искусства. Москва: «Артконституция», 2003; «Новый ангеларий», 2007.
- Государственный центр современного искусства. (ГЦСИ). Москва: «Ручная книга», 2010; «Бумажное время», 2011; «КИНО ФОТО ЛЮДОГУСЬ» (совместно с Государственным музеем В. В. Маяковского), 2013; «Арт-прививка» (совместно с Морозовской больницей), 2014; «Шёлковый путь», 2016.
- Царицыно: «Выставка собраний», 1994; «Первая книга», совместно с ГЦСИ, 2013; «Книга художника/Artist`s book-Россия/Великобритания», 2014; «Реверс. Точка. Азия», 2015; «EVOLUTIONРЕВОЛЮШНREVISION», 2017.
- Сахаровский центр. Москва: «Стенгазета». 2000.
- Центральный музей Вооружённых Сил. Москва: «Арт — камуфляж», акция с танком, 1996.
- Политехнический музей. Москва: «Арт — камуфляж II», акция с атомной бомбой, 1997.
- Дирекция выставок и аукционов Российского Фонда Культуры. Москва: «Тибет 2001», 2000.

В залах Большого и Нового Манежа, ЦДХ, Винзавода, Артплея, Булгаковском культурно-выставочном центре, Всероссийской государственной библиотеке иностранной литературы имени М. И. Рудомино, Новосибирском Государственном краеведческом музее, Российской Государственной библиотеке искусств, Архангельском краеведческом музее и др.